# Trzęsienie ziemi w Tōhoku
Trzęsienie ziemi u pacyficznego wybrzeża regionu Tōhoku w 2011 r. (jap. 東北地方太平洋沖地震 Tōhoku-chihō Taiheiyō-oki jishin) – trzęsienie ziemi o magnitudzie 9, które nastąpiło 11 marca 2011 roku o 5:46 UTC (14:46 JST), w północno-wschodniej części Japonii, na wschód od miasta Sendai. Spowodowana trzęsieniem fala tsunami uszkodziła elektrownię atomową w Fukushimie, powodując najdroższą katastrofę naturalną w historii.
Nosi ona także nazwę „wielkiego trzęsienia we wschodniej Japonii”, czy też krótko „trzęsienia ziemi w Tōhoku 2011”.

## Trzęsienie

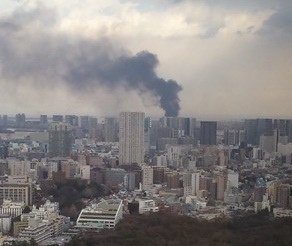
Pożary w Tokio po trzęsieniu

Trzęsienie ziemi o magnitudzie 9 miało miejsce 11 marca 2011 roku o 5:46:23 UTC (14:46:23 czasu miejscowego) w północno-wschodniej części Japonii. Hipocentrum położone było pod dnem morza, około 130 kilometrów na wschód od półwyspu Oshika na wyspie Honsiu, na głębokości 24,4 km lub 32 km. Siła magnitudy uczyniła z niego największe trzęsienie ziemi w Japonii od 140 lat (czyli od czasu rozpoczęcia rejestracji aktywności sejsmicznej w Japonii) oraz czwarte co do wielkości na świecie (od czasu rozpoczęcia rejestracji pomiarów, ex aequo z trzema innymi trzęsieniami ziemi).
Główny wstrząs był poprzedzony serią mniejszych (ang. foreshocks) o maksymalnej magnitudzie dochodzącej do 7,2 w dniu 9 marca. Ich epicentra znajdowały się w odległości ok. 40 km od epicentrum z 11 marca. Trzy większe wstrząsy 9 marca osiągnęły siłę 6,0. Dnia 11 marca zanotowano dalsze: początkowy o magnitudzie 9 o godz. 14:46 czasu lokalnego, kolejny o magnitudzie 7,0 o 15:06, 7,4 o 15:15 oraz 7,2 o 15:26. Ponad sto wstrząsów wtórnych o magnitudzie 4,5 lub większej odnotowano tego dnia na terenie Japonii.
Na minutę przed największym wstrząsem 11 marca specjalny japoński system ostrzegania, odbierający sygnały z ok. 1000 sejsmografów na terenie kraju, spowodował nadanie informacji alarmowej w transmisjach telewizyjnych. Uchroniło to wielu Japończyków od nieprzewidywalnych konsekwencji.
Jeden z kolejnych poważniejszych wstrząsów o magnitudzie 6,7 zanotowano 12 marca o godz. 3:59 czasu lokalnego. Hipocentrum znajdowało się na głębokości 10 km w prefekturze Niigata, w zachodniej części wyspy Honsiu. Zanotowały go sejsmografy w prefekturze Nagano. Odnotowano silne wstrząsy wtórne.
Trzęsienie ziemi w Japonii, zdaniem naukowców z Narodowego Instytutu Geofizyki i Wulkanologii, przesunęło oś Ziemi o co najmniej 10 cm. Natomiast NASA twierdzi, że na skutek zdarzenia dzień skrócił się o 1,6 mikrosekundy. Trzęsienie ziemi przesunęło też Honsiu o 2,4 m, a płyty tektoniczne obniżyły się o ponad 18 metrów.

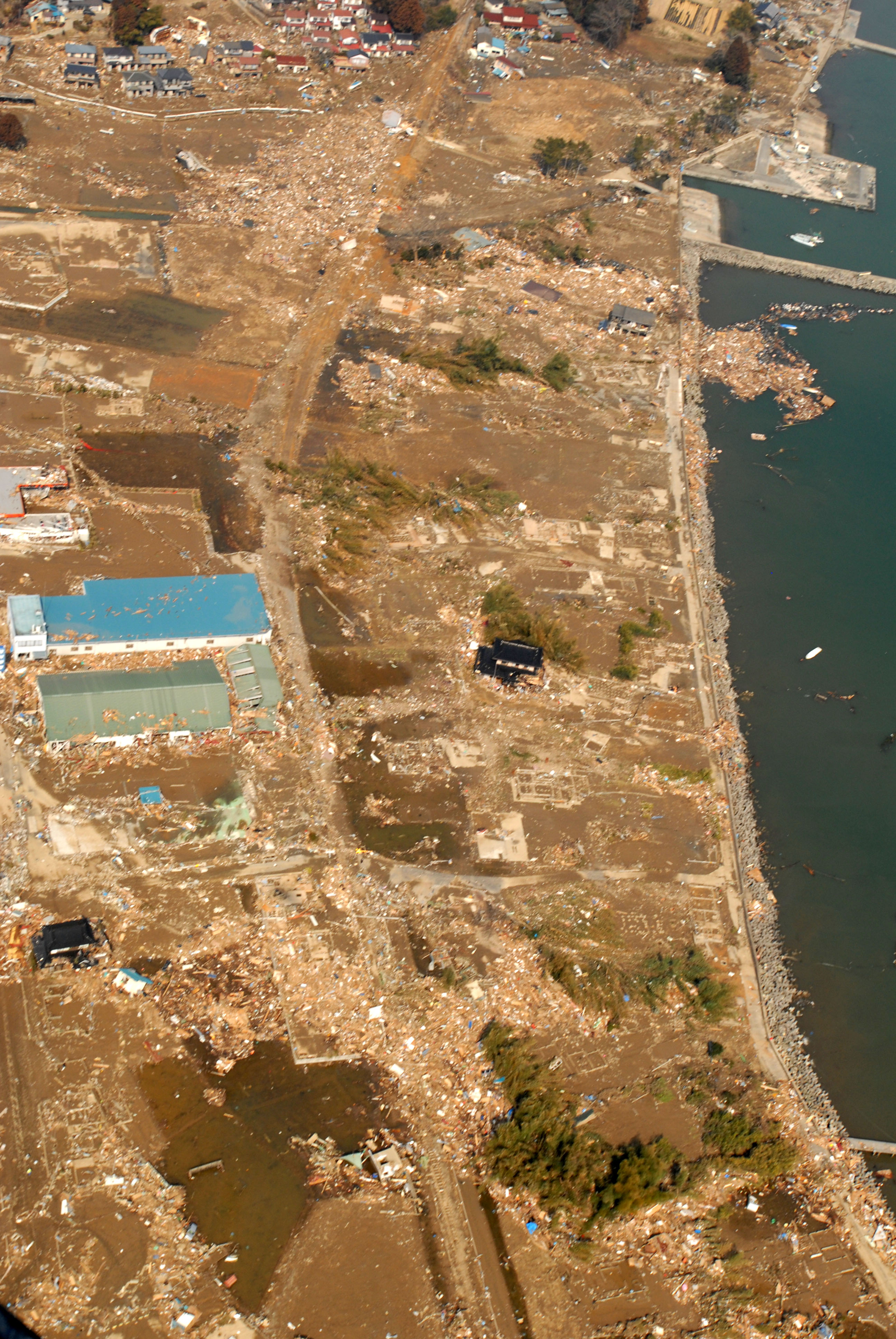
Wybrzeże Japonii po przejściu tsunami

## Tsunami

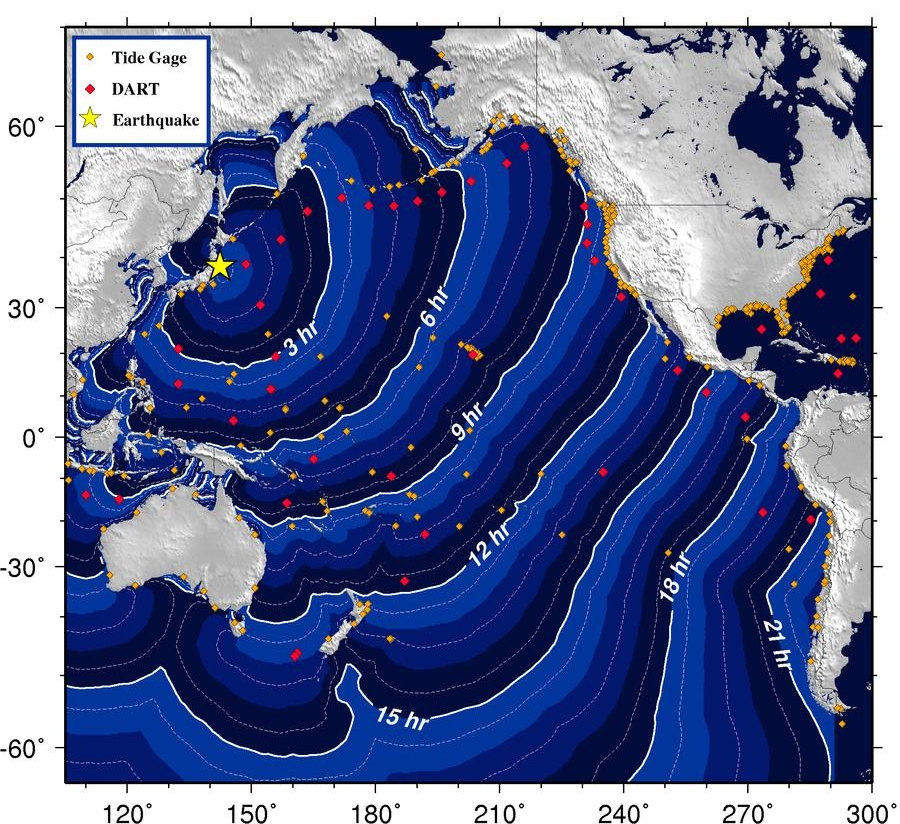
Rozchodzenie się fali tsunami

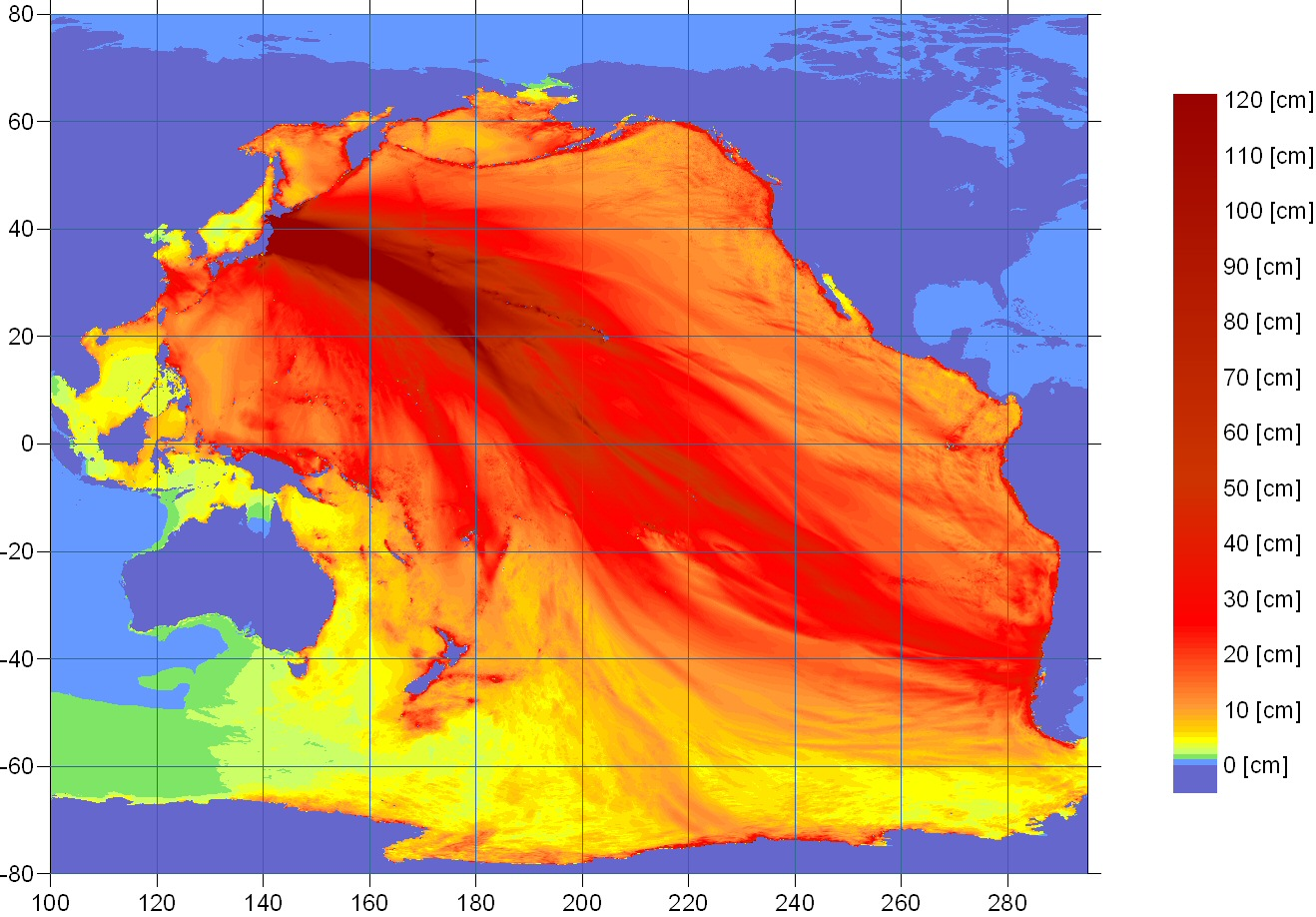
Wysokość fali tsunami na Oceanie Spokojnym

Następstwem trzęsienia ziemi były potężne, ponad 10-metrowe (w niektórych miejscach osiągnęły 29,6 metra wysokości) fale tsunami, które uderzyły w niemal całe wschodnie wybrzeże Japonii, zalewając porty morskie, strefy przemysłowe, miasta, wioski, farmy, pola uprawne i nadbrzeżne lasy regionu Tōhoku. Na równinach woda morska wdarła się na 10 km w głąb lądu. W innych rejonach barierami dla tsunami były klify, góry i wyżyny. W wyniku tsunami najbardziej ucierpiały takie miasta, jak: Natori, Ishinomaki, Kamaishi, Ōfunato, Miyako, Minamisanriku, Kesennuma i Rikuzentakata. Miejscowości te zostały niemal zrównane z ziemią. Mniejsze (choć także poważne) szkody odniosły Hachinohe i Sendai (głównie wschodnie dzielnice).
Po trzęsieniu USGS wydało komunikat ostrzegawczy przed tsunami dla wszystkich wysp i wybrzeży na Pacyfiku, w tym dla Rosji, Australii, Nowej Zelandii i Ameryki Południowej. Przed tsunami ostrzegała również Międzynarodowa Federacja Stowarzyszeń Czerwonego Krzyża i Czerwonego Półksiężyca. Według przedstawicieli tej organizacji możliwa fala powodziowa była na tyle wysoka, że niektóre wyspy mogły zostać dosłownie zalane. 
Obawy te nie potwierdziły się; fala była dużo niższa niż zakładano, jednak ponad dwumetrowe tsunami w USA w stanach Oregon i Kalifornia spowodowało straty oceniane na 10 mln dolarów, natomiast na Hawajach została zniszczona infrastruktura publiczna o wartości 3 mln dolarów (a straty we własności prywatnej oszacowano na dziesiątki milionów dolarów). Fala spowodowała śmierć jednej osoby w Indonezji oraz w Kalifornii.
Fala tsunami przeszła przez Pacyfik w ciągu niecałej doby. Po około 21 godzinach osiągnęła zachodnie wybrzeże Ameryki Południowej.

## Następstwa

### Zniszczenia

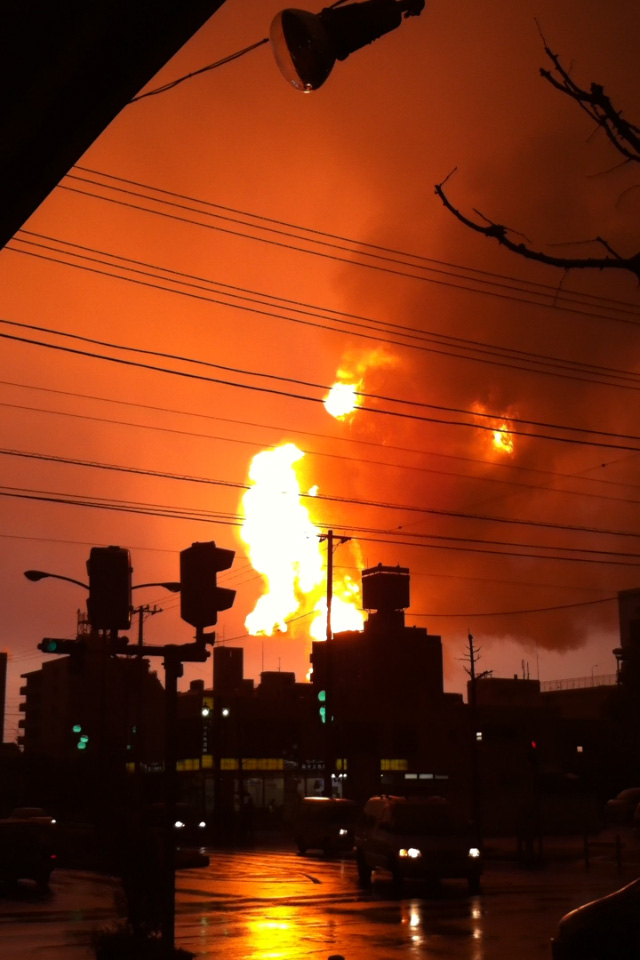
Płonąca rafineria Cosmo Oil

W wielu miejscach po trzęsieniu oraz tsunami wybuchły pożary. Według doniesień medialnych w samym Tokio pojawiło się ich co najmniej dziesięć. W następstwie wstrząsów wybuchł pożar w rafinerii ropy naftowej w mieście Ichihara nieopodal Chiby.
Wiele budynków zostało zawalonych, a drogi stały się nieprzejezdne. Duże tereny kraju pozbawione były energii elektrycznej. 30-milionowe megalopolis Tokio-Kawasaki-Jokohama-Chiba przeżyło paraliż komunikacyjny. Zakorkowane były drogi, nie kursowało metro i kolej, wstrzymany był cywilny ruch lotniczy. Po tsunami i trzęsieniu ziemi brakowało wody pitnej, baterii, benzyny, także ulice były opustoszałe.

### Ofiary
Według oficjalnych danych opublikowanych przez japońskie władze i potwierdzonych przez agencję Kyodo News, w wyniku trzęsienia ziemi i tsunami zginęło co najmniej 15 899 osób, a 2526 osób wciąż uznaje się za zaginione. Choć od katastrofy minęło ponad 14 lat, liczby te pozostają niezmienione od 2019 roku, ponieważ nie odnaleziono nowych ciał ani nie zidentyfikowano dodatkowych ofiar.
Wielu zaginionych prawdopodobnie zostało porwanych przez cofającą się falę tsunami, która w niektórych miejscach osiągała wysokość ponad 40 metrów. Zniszczenia były tak rozległe, że w niektórych miejscowościach całe dzielnice zostały zmyte z powierzchni ziemi, co znacznie utrudniło akcje ratunkowe i identyfikację ofiar.
Z terenów zagrożonych ewakuowano ponad 400 000 osób. Wiele z nich przez długie miesiące mieszkało w tymczasowych schronieniach, a część do dziś nie powróciła do swoich rodzinnych miejscowości, zwłaszcza w pobliżu strefy wykluczenia wokół elektrowni jądrowej Fukushima Daiichi.
W 2025 roku rząd Japonii nadal prowadzi działania upamiętniające ofiary katastrofy, a także wspiera lokalne społeczności w odbudowie i rozwoju. W prefekturach Miyagi, Iwate i Fukushima funkcjonują liczne pomniki, muzea i centra edukacyjne poświęcone pamięci ofiar i historii katastrofy.

### Zagrożenie skażeniem radioaktywnym

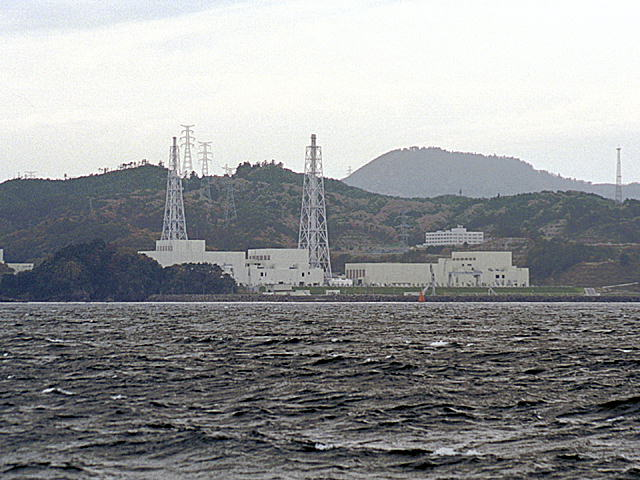
Elektrownia atomowa Onagawa

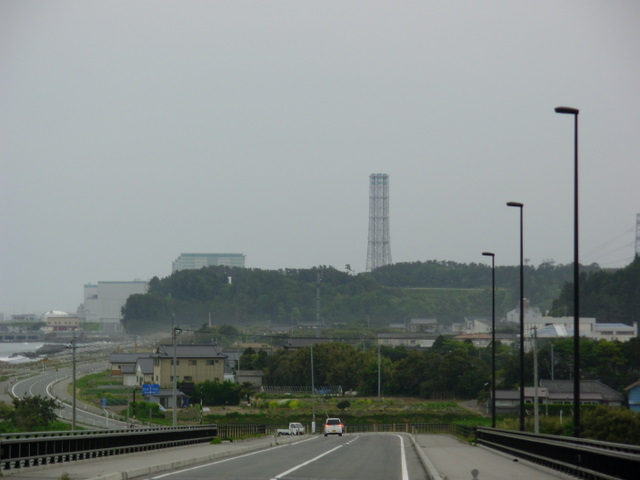
Elektrownia atomowa Fukushima II

W całym kraju na skutek wstrząsów doszło do automatycznego wyłączenia co najmniej czterech spośród 54 wszystkich japońskich reaktorów jądrowych z 22 elektrowni atomowych.

#### Pożar w elektrowni atomowej Onagawa
Bezpośrednio po trzęsieniu w budynkach elektrowni atomowej Onagawa, położonej w regionie Tōhoku wybuchł pożar.
Według raportu NISA pożar dotyczył piwnicy budynku turbin i został ugaszony o 22:55 11 marca 2011 czasu lokalnego.

#### Awaria w elektrowniach atomowych w Fukushimie
Fukushima I
11 marca 2011 roku w elektrowni jądrowej Fukushima I doszło do serii wypadków jądrowych, które doprowadziły do ogłoszenia alarmu atomowego i ewakuacji ludności z rejonu obiektu.
Fukushima II
Właściciel obydwu elektrowni, Tokyo Electric Power Company, poinformował, że problemy z utrzymaniem ciśnienia pojawiły się także w położonej w pobliżu drugiej elektrowni atomowej Fukushima II. 15 marca podano, że 4 reaktory jądrowe znajdujące się w elektrowni Fukushima II zostały trwale wyłączone.

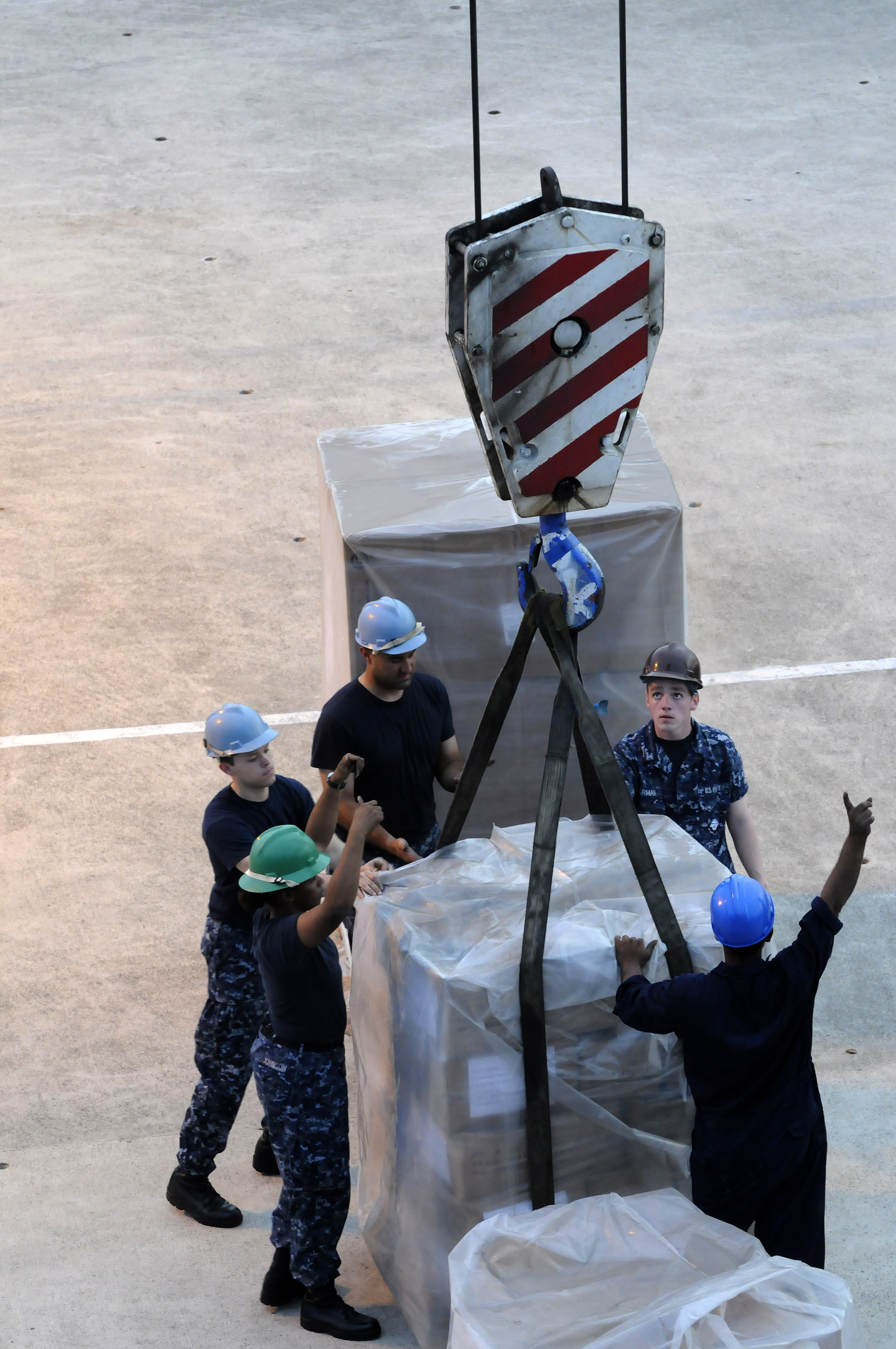
Amerykańscy żołnierze z USS Blue Ridge przygotowują ładunki z pomocą humanitarną

### Następstwa gospodarcze
Sytuacja wpłynęła na japońską giełdę. Główny indeks Nikkei 225 spadł w piątek o 1,7% do poziomu 10254,43 pkt. i tylko koniec sesji uchronił go przed ogromnymi spadkami. Kilka minut po trzęsieniu ziemi kończyły się notowania.
Natomiast reakcja giełdy tokijskiej w poniedziałek (14 marca 2011) była natychmiastowa. Szybko zareagował indeks Nikkei 225, który spadł na zamknięciu o 6,18 proc. i wyniósł 9620,49 pkt. Największą stratę odnotowała spółka TEPCO, zarządzająca uszkodzonymi elektrowniami atomowymi w Fukushimie. Spore spadki dotknęły również japońskie koncerny samochodowe: Toyota, Nissan i Honda. Na giełdach światowych mocno taniały akcje globalnych firm ubezpieczeniowych i reasekuracyjnych, które mogą ponieść straty. Najwięcej straciły Munich Re i Allianz.
Z powodu braku prądu zamknięto wiele fabryk, zwłaszcza samochodów oraz akcesoriów elektronicznych i podzespołów dla wielu fabryk na całym świecie.

### Propozycje pomocy międzynarodowej
Gotowość pomocy dotkniętej kataklizmem Japonii zadeklarowało wiele państw z całego świata. Wkrótce po trzęsieniu Organizacja Narodów Zjednoczonych poinformowała o zgłoszeniu gotowości od 30 międzynarodowych ekip ratunkowych, które w każdej chwili mogły podjąć działania zmierzające do włączenia się w opanowywanie skutków żywiołu. Siły Zbrojne Stanów Zjednoczonych rozpoczęły akcję pomocy humanitarnej dla Japonii, nazwaną „Operacją Tomodachi” („Operacja Przyjaciel”). Pomoc zaoferowała również Unia Europejska, która dostarczyła 7 transportów z pomocą humanitarną, koordynowaną przez zespół ekspertów z UE, w którego skład wszedł również jeden Polak.